# Oblast Kamtschatka

Flagge der Oblast Kamtschatka

Lage der Oblast ohne den Autonomen Kreis der Korjaken in Russland vor dem Zusammenschluss 2007

Die Oblast Kamtschatka (russisch Камчатская область/ Kamtschatskaja oblast) war bis zum Zusammenschluss mit dem Autonomen Kreis der Korjaken am 30. Juni 2007 zur Region Kamtschatka eine Verwaltungsregion (Oblast) in Russland. Sie war ein Föderationssubjekt der Russischen Föderation im Föderationskreis Ferner Osten. 
Der Autonomer Kreis der Korjaken war der Oblast unterstellt.
Die Oblast Kamtschatka nahm (ohne den Autonomen Kreis der Korjaken) den Südteil der Halbinsel Kamtschatka ein, die durch den Sredinny-Höhenrücken durchzogen wird. Zum Gebiet gehörten auch die Kommandeurinseln. Das Territorium der ehemaligen Oblast ist äußerst dünn besiedelt, darüber hinaus leben zwei Drittel der Einwohner in der ehemaligen Oblast- und jetzigen Regionshauptstadt Petropawlowsk-Kamtschatski. Die Russen bilden die große Mehrheit, daneben finden sich indigene sibirische Völker (wie Korjaken und Itelmenen).
Die ersten russischen Entdecker erreichten die Region im 17. Jahrhundert, 1740 wurde Petropawlowsk-Kamtschatski gegründet.
Zu den wichtigsten Wirtschaftszweigen zählen der Schiffbau, die Fischerei und die Holzindustrie. Der Bergbau fördert unter anderem Kohle und Gold. Einen immer wichtigeren Stellenwert nimmt der Fremdenverkehr ein, insbesondere in der Vulkan- und Geysirregion, die auch zum UNESCO-Weltnaturerbe zählt.

## Geschichte
Die Oblast Kamtschatka wurde 1932 im Bestand der Russischen SFSR gegründet, indem der zum Fernöstlichen Krai gehörende Kreis Kamtschatka in eine Oblast umgewandelt wurde. Bis 1938 war sie dem Fernöstlichen Krai und bis 1956 dem Krai Chabarowsk unterstellt. Danach bestand sie bis 2007 als selbständige Oblast.
Ab dem 22. Juli 1934 gehörten auch der Nationale Kreis der Tschuktschen und der Nationale Kreis der Korjaken (ab 7. Oktober 1977 Autonomer Kreis der Korjaken) zur Oblast. Der Nationale Kreis der Tschuktschen wurde am 18. Mai 1951 wieder ausgegliedert und direkt dem Krai Chabarowsk unterstellt.
Am 23. Oktober 2005 wurde nach einem Referendum der Zusammenschluss der Oblast Kamtschatka mit dem Autonomen Kreis der Korjaken zum neuen Subjekt namens Region Kamtschatka beschlossen. Dieses wurde zum 1. Juli 2007 gebildet.

## Verwaltungsgliederung bis zum 30. Juni 2007
(Einwohner am 1. Januar 2006)
| Stadtkreis                 | Einwohner | Stadtbevölkerung | Dorfbevölkerung |                            |
| -------------------------- | --------- | ---------------- | --------------- | -------------------------- |
| Petropawlowsk-Kamtschatski | 195.216   | 195.216          | ---             |                            |
| Wiljutschinsk              | 24.434    | 24.434           | ---             |                            |
| Rajon                      | Einwohner | Stadtbevölkerung | Dorfbevölkerung | Verwaltungssitz            |
| Aleutsk                    | 693       | ---              | 693             | Nikolskoje                 |
| Bystrinsk                  | 2.627     | ---              | 2.627           | Esso                       |
| Jelisowo                   | 65.264    | 41.770           | 23.494          | Jelisowo                   |
| Milkowo                    | 11.487    | ---              | 11.487          | Milkowo                    |
| Soboljewo                  | 2.945     | ---              | 2.945           | Soboljewo                  |
| Ust-Bolscherezk            | 9.970     | 4.927            | 5.043           | Ust-Bolscherezk            |
| Ust-Kamtschatsk            | 13.419    | 4.646            | 8.773           | Ust-Kamtschatsk            |
| Summe                      | Einwohner | Stadtbevölkerung | Dorfbevölkerung | Verwaltungssitz            |
| Oblast Kamtschatka         | 326.055   | 270.993          | 55.062          | Petropawlowsk-Kamtschatski |

## Städte und städtische Siedlungen
In der ehemaligen Oblast Kamtschatka gibt es 3 Städte und 4 Siedlungen städtischen Typs.
| Stadt*/Städt. Siedlung      | Russischer Name          | Rajon           | Einwohner (1. Januar 2006) |
| --------------------------- | ------------------------ | --------------- | -------------------------- |
| Jelisowo*                   | Елизово                  | Jelisowo        | 40.141                     |
| Oktjabrski                  | Октябрьский              | Ust-Bolscherezk | 2.285                      |
| Osernowski                  | Озёрновский              | Ust-Bolscherezk | 2.642                      |
| Petropawlowsk-Kamtschatski* | Петропавловск-Камчатский | kreisfrei       | 195.216                    |
| Ust-Kamtschatsk             | Усть-Камчатск            | Ust-Kamtschatsk | 4.646                      |
| Wiljutschinsk*              | Вилючинск                | kreisfrei       | 24.434                     |
| Wulkanny                    | Вулканный                | Jelisowo        | 1.629                      |